# Pico Simancón
El pico Simancón se encuentra en la sierra del Endrinal dentro del Parque Natural de la Sierra de Grazalema en la provincia de Cádiz, España.
La cima se eleva a 1566 m s. n. m, es de naturaleza kárstica y forma una cuerda con la vecina cumbre del pico del Reloj de 1535 m s. n. m. Es la tercera cumbre de la provincia de Cádiz en altura, solamente superado por El Torreón o pico del Pinar (1654 m s. n. m.) y el pico del Cerezo o Mellizo (1600m s. n. m.) ambos en la vecina sierra del Pinar. Su ascensión por la cara sur no reviste demasiada dificultad, salvo que sople viento fuerte por dicha cara y cuerda.
En su cima no existe vértice geodésico, tan sólo un monolito creado por los montañeros que ascienden a esta cumbre.

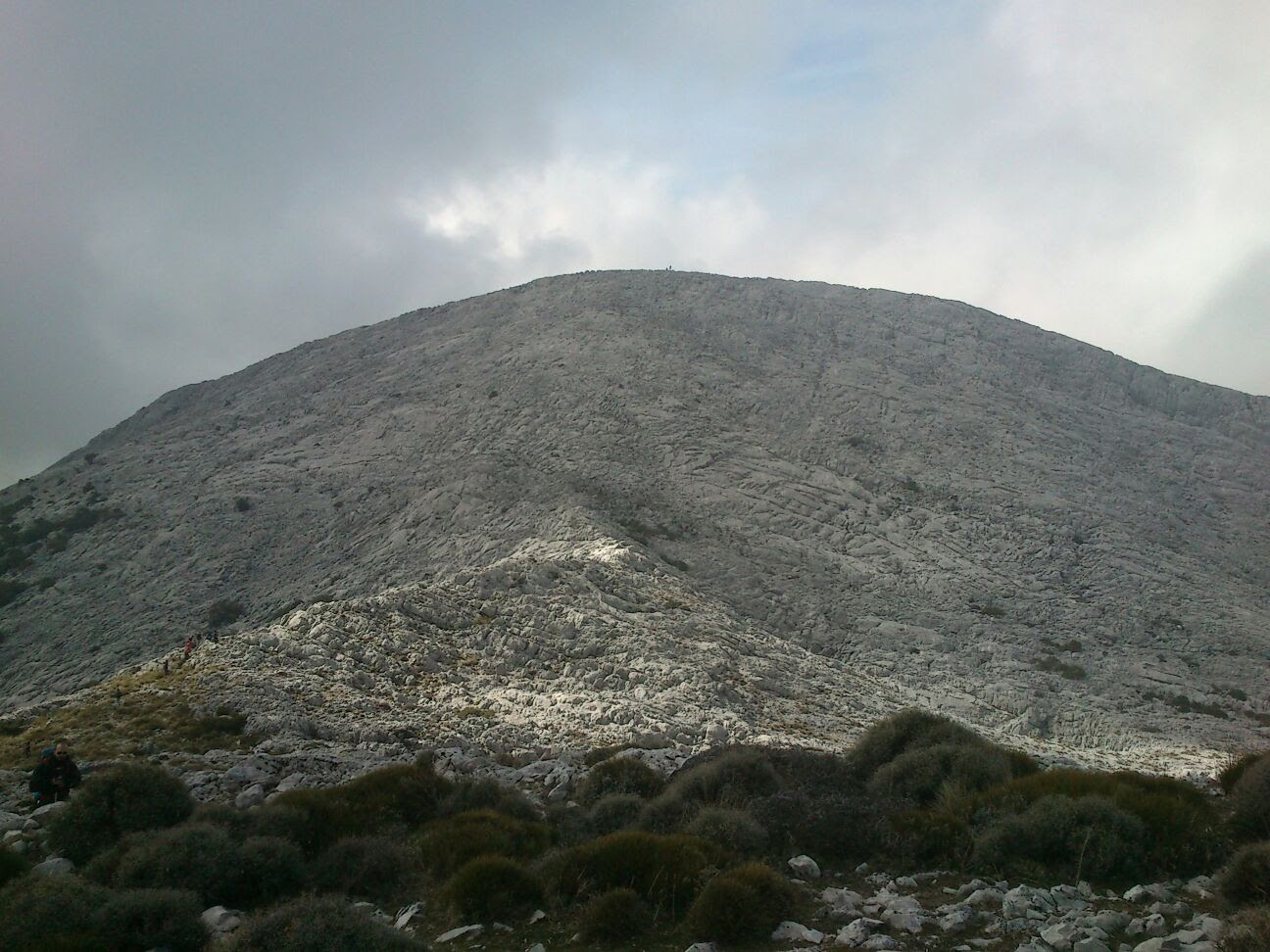
Cima del pico Simancón